# Graye-sur-Mer
Graye-sur-Mer è un comune francese di 639 abitanti situato nel dipartimento del Calvados nella regione della Normandia.

## Società

### Evoluzione demografica
Abitanti censiti